# Florencia Colucci
Florencia Colucci   (Tarariras, 3 de novembre de 1986) és una actriu i directora de cinema uruguaiana.

## Biografia
Als 18 anys va deixar la seva ciutat natal de Tarariras i es va traslladar a Montevideo.
Va començar els seus estudis teatrals a l'edat de 8 anys, però va ser recentment als 19 anys quan aquests estudis es van formalitzar a l'ingressar a l'Escola d'Actuació de Montevideo (EAM), actualment Institut d'Actuació de Montevideo (IAM). En cadascuna de les mostres d'aquesta escola ella es va destacar per la seva brillant actuació.
La seva carrera va tenir un salt el 2010, quan va protagonitzar la pel·lícula La Casa Muda, que va ser el seu primer treball al cinema.

## Estudis
Entre 1995 i 2004 va integrar la companyia teatral Renacer (Colonia del Sacramento, Uruguai).
Durant el 2006 va estudiar al taller d'improvisació amb Ricardo Behrens (actor improvisador argentí).
Des del 2006 fins al 2009 va estudiar a l'IAM (Institut d'Actuació de Montevideo) on va realitzar la carrera d'actriu, amb una forta formació en interpretació, tant audiovisual com teatral.
El 2011 va participar al Taller de «Direcció d'actors i actuació per a cinema i TV», dictat per Beatriz Flores Silva, Mètode Americà i Mètode Rus. També va participar del taller d'Improvisació de la companyia de Théâtre du Soleil, dictat per Maurice Durocier (actor integrant de la companyia teatral Théâtre du Soleil) realitzat a Montevideo, i del taller intensiu de Maurice Durocier a Salvador de Bahia dictat en el Teatre Vila Vehla.
Durant el 2012 va participar del taller «arquitectura del moviment» amb Jeremy James.

## Carrera com a actriu

### Audiovisual
El 2007 Va protagonitzar el Remake de escenas realitzat per estudiants de la UCU.
Durant el 2008 va ser protagonista en curtmetratge Anocheciendo de Jorge Fierro.
Després, durant l'any 2009 va participar del migmetratge El matrero de Guy Dessent com a personatge secundari.
L'any 2010 la seva carrera fa un salt quan protagonitza la pel·lícula La casa muda de Gustavo Hernández, pel·lícula seleccionada per al Festival de Cannes 2010 en la categoria «Quinzeine des Réalisateurs», Selecció Oficial Sitges 2010 en la categoria «Menció Opera Prima», i per al Festival de nou Cinema Llatinoamericà, L'Havana, a més d'estrenar-se en més de 33 països, i exhibir-se en múltiples festivals.
Per l'any 2011 protagonitza el curtmetratge La Aguja de la Mariposa de Gonzalo Lugo; aquest curtmetratge va ser premiat com a «Millor Curt Estranger» al Festival Kinoki, Mèxic. Es va exhibir en Cinemateca (Uruguai), al Festival de la Pedrera 2012 (Uruguai), i al Festival del Movie Center 2012 (Uruguai). Durant l'any 2011 va participar com a personatge secundari en «Religión», capítol de la sèrie televisiva Adicciones, emès per Canal 12 (Uruguai) i dirigit per Guillermo Casanova. També el 2011, va fer un paper secundari com «L'infermera» en el curtmetratge El Día de la Familia dirigit per David Bankleider; aquest curtmetratge va obtenir el 2n lloc en l'11è Festival de Cinema de Montevideo, 2012.
L'any 2012, protagonitzar el curtmetratge Malos Hábitos, dirigit per Joaquín Mauad. Va participar com a protagonista en Paquitas del humor, episodi pilot per a televisió filmat per Pie de Odre, i va protagonitzar la pel·lícula Lo que eructa el asfalto dirigida per Gonzalo Lugo i Florencia Colucci.

### Teatre
L'any 2009 va encarnar el personatge de «Marta» a Emma Bovary, una adaptació de la novel·la Madame Bovary, d'Ana María Bobo, dirigit per Agustín Maggi.
Durant l'any 2010 va interpretar a «Cassandra» a Orestíada, Jornades homèriques, sota la direcció de Marisa Bentancour.
El 2011 va treballar com a actriu a Azotea transitable, un radioteatre realitzat per la companyia Teatro en Bruto.
El 2012, va formar part de laboratori d'investigació teatral, sent part de l'elenc del Teatre Victoria (Montevideo, Uruguai).

## Filmografia

### Pel·lícules
- 2010ː La Casa Muda (Laura).[1]
- 2014ː Retrato de un comportamiento animal (Martina).[2][3]

### Curtmetratges
- 2011ː El Día de la Familia (Infermera).
- 2011ː La Aguja de la Mariposa.
- 2012ː Malos Hábitos.

### Sèries de televisió
- 2011ː Religión.
- 2011ː Adicciones.
- 2016ː Rotos y descocidos.[4]
- 2017ː El Hipnotizador (Secretària Eugènia).[5]
- 2017ː El Cuco de las matemáticas (Olívia).[6]

### Websèries
- El maravilloso parque Hoolister (Núvia de Christian).[7]

## Realització audiovisual
Com realitzadora, Colucci va participar amb el guió i la direcció del curtmetratge La verdad de la Zanahoria, interpretat per Gustavo Alonso i Anahí Martincorena el 2011.
El 2012 va realitzar el guió i la direcció del curtmetratge Macaca/o codirigit amb Gonzalo Lugo, per al projecte «Paritat és igualtat». En aquest curtmetratge també va posar la seva veu per al personatge de la «Macaca». Junt amb Gonzalo Lugo també va realitzar el 2012 el guió i la direcció de Lo que eructa el asfalto, i el 2014 la direcció de Retrato de un comportamiento animal.

## Docència
Com a docent, va estar a càrrec, des de 2009 fins a l'actualitat, del taller de teatre a l'escola Integral (EIHU-IAHU), per a nens de cinc a onze anys.
El 2012 va ser docent a càrrec del taller audiovisual, junt amb el realitzador Gonzalo Lugo, al col·legi Integral (EIHU-IAHU). També en 2012 va ser docent a càrrec del taller Teatre de l'escola Amèrica, per a nens de quatre a deu anys.

## Reconeixements
Colucci ha estat premiada en diverses ocasions, no només pel seu acompliment com a actriu sinó que també com «Dona de l'any» (a l'Uruguai) i per la seva tasca com a realitzadora:
- 2011: Premiada per l'associació de crítics de cinema de l'Uruguai (Premis ICAU), com «millor actriu» per la pel·lícula La casa muda.
- 2011: Premiada per l'associació de crítics de cinema de l'Uruguai (Premis ICAU), com «actriu revelació de cinema 2011».
- 2011: Premi «Dona de l'any» 2011 (atorgat anualment per l'alcaldia de Tarariras Colònia, Uruguai).
- 2012: Premis Iris de l'Uruguai, com «millor actriu» per la pel·lícula La casa muda, per elecció de jurat i per vot popular.[8]
- 2012: Premi «Dona de l'any» 2012 (en la seva 12a edició, Uruguai) en la categoria «actuació en cinema o televisió».
- 2012: Menció especial al festival del FICU per la realització del curtmetratge d'animació Macaco/a.